# Токийский детский хор NHK
Токийский детский хор NHK (яп. NHK東京児童合唱団, произносится "ЭнЭйтиКэй Дзидо Гассё Дан"), или Детский хор NHK — это детский хор, относящийся к Токийской телерадиовещательной компании (англ. Tokyo Broadcasting Station (JOAK) телекомпании NHK. Была основана в 1952 году.
Посредством телевещания, радио и звукозаписи хор играет важную роль в популяризации японских и зарубежных детских песен в Японии. Он также гастролировал по миру и получил важные награды, такие как Всемирный конкурс любительского хора Би-Би-Си (второе место среди детского хора), конкурс по случаю Столетнего юбилея Золтана Кидая (первое место среди детских песен) и т. д.